# Antonín Sokol

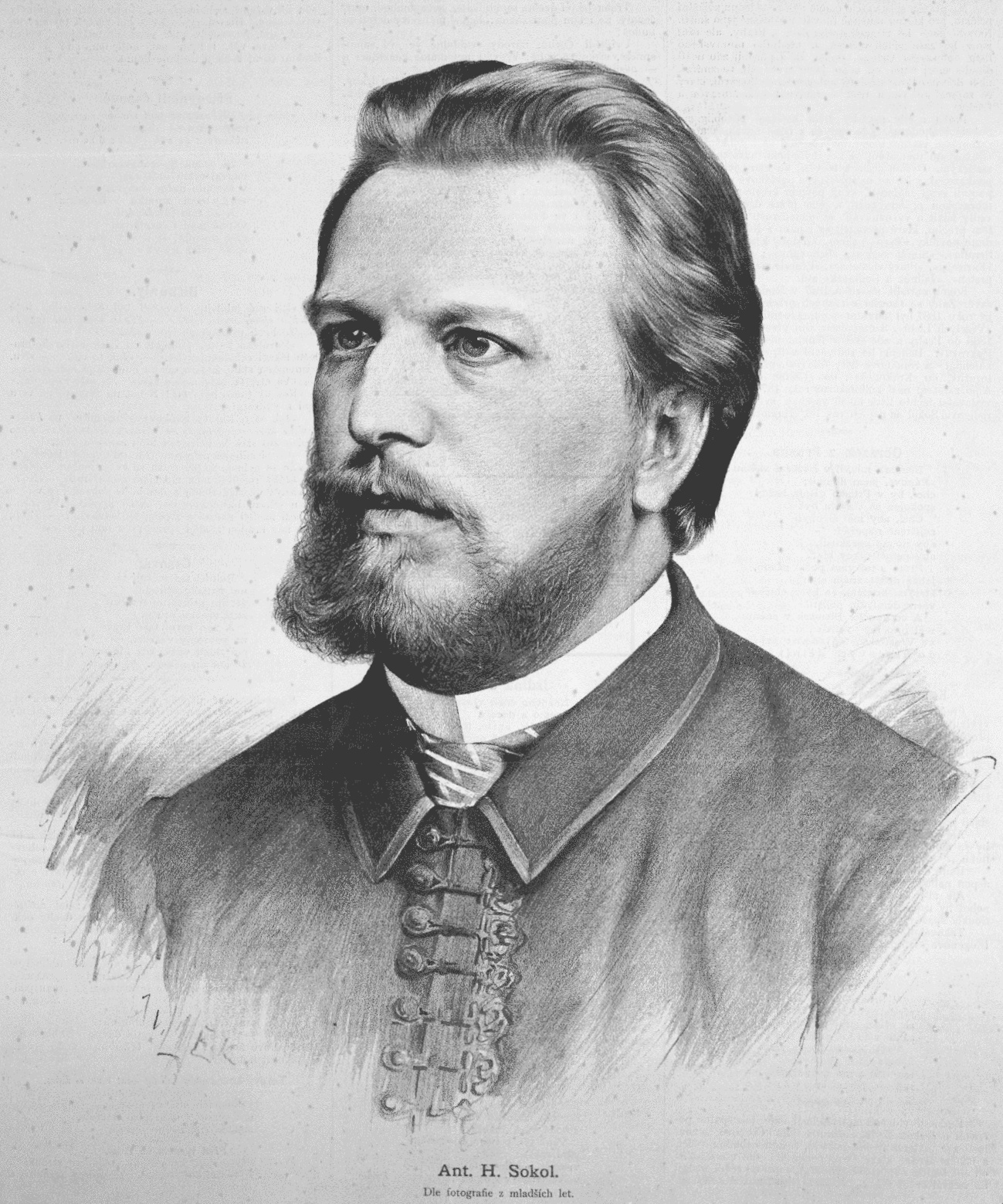
Jan Vilímek: Antonín Sokol (1889)

Antonín H. Sokol (* 4. Juni 1847 in Neslovice; † 14. Mai 1889 in Brünn) war ein tschechischer Journalist, Publizist, Übersetzer und Schriftsteller. Er veröffentlichte auch unter dem Pseudonym A. H. Neslovský.

## Leben
Der Sohn eines Schusters erhielt in Brünn und Wien eine Gymnasialausbildung. Während dieser Zeit verfasste Sokol erste patriotische und Liebesgedichte, die er in den Zeitungen „Besídka čtenářská“, „Hvězda“ und „Lumír“ veröffentlichte. Anschließend war er in Brünn als Journalist bei der Zeitung „Veselé listy“ tätig. Danach arbeitete Sokol in Prag für die „Humoristické listy“, „Národní pokrok“, „Politik“ und „Slavia“ sowie für die „Koruna“ in Chrudim. Im Jahre 1883 erhielt er eine Anstellung als Redakteur der Brünner Zeitung „Moravská orlice“.
Sokol war Mitbegründer der Vereine „Matice divadelní“, „Spolek českých žurnalistů“ und „Ústřední matice školská“.
In seinen Erzählungen stellte Sokol mittels Humor und Satire gesellschaftliche, soziale und religiöse Gegensätze auf dem mährischen Land dar. Als Autor von Lustspielen und Gesellschaftsstücken griff Sokol die zunehmenden nationalen Spannungen in den Städten auf. Dies führte dazu, dass einige seiner Stücke nicht veröffentlicht oder wie „Výletníci neb Školní otázka v Modřínově“ der Zensur zum Opfer fielen. Außerdem arbeitete Sokol auch als Übersetzer von deutschen, französischen, polnischen und flämischen Werken ins Tschechische.

## Publikationen (Auswahl)
- Z doby komety, 1873 (Laciná knihovna národní 7)
- Tvrdé palice, 1873 (Laciná knihovna národní 11)
- Farizejci, 1880 (Divadelní biblioteka 164)
- O živých a mrtvých, 1881 (Knihovna pro český lid 4)
- Starý vlastenec 1881 (Matice divadelní 1)
- Kleopatřin prsten, 1898 (Ochotnické divadlo 135)